# Болдир Сергій Володимирович
Сергій Володимирович Болдир (нар. 9 червня 1970, м. Одеса) — генерал-майор, начальник Департаменту охорони державної таємниці та ліцензування Центрального управління Служби безпеки України з липня 2016 року до серпня 2019 року.
Начальник Головного управління СБУ у м. Києві та Київській області з серпня 2019 року.

## Життєпис
Випускник Національної академії Служби безпеки України.
14 жовтня 2017 року указом Президента України йому було постановлено присвоїти військове звання генерал-майора.

## Особливості роботи та кадрового забезпечення в умовах люстрації
Болдир сформував нову команду.
Його команда активно працювала і з тимчасово переміщеними особами з Донеччини і Луганщини, на предмет виявлення серед них сепаратистськи налаштованих громадян.
Військове звання — генерал-майор.
Одружений, має двох синів.